# Arto Saari
Arto Saari, finski poklicni rolkar, * 9. november 1981, Seinäjoki, Finska.
Poleg mnogih dosežkov v rolkanju, je bil Saari izbran med 100 najboljših Fincev poleti 2004. Njegov položaj na rolki je regular.
| - Destructo (2008 - ) | - King of the Road 2005 (Thrasher, 2006) |